# Wojciech Gryniewicz
Wojciech Gryniewicz (Bydgoszcz, 26 aprile 1946) è uno scultore polacco.
Studiato: Scuola d'arte di Danzica e all'Accademia d'arte di Danzica sotto la guida di Alfred Wiśniewski, Adam Smolana.

## I progetti più importanti
- Ławeczka Tuwima, Łódź
- Kochankowie z ulicy Kamiennej, Łódź
- Ławeczka Jana Nowaka Jeziorańskiego, Varsavia
- Pomnik Ofiar Komunizmu, Łódź
- Pomnik Ławki Szkolnej, Varsavia
- Pomnik Wacława Milke, Płock

### Galleria d'immagini

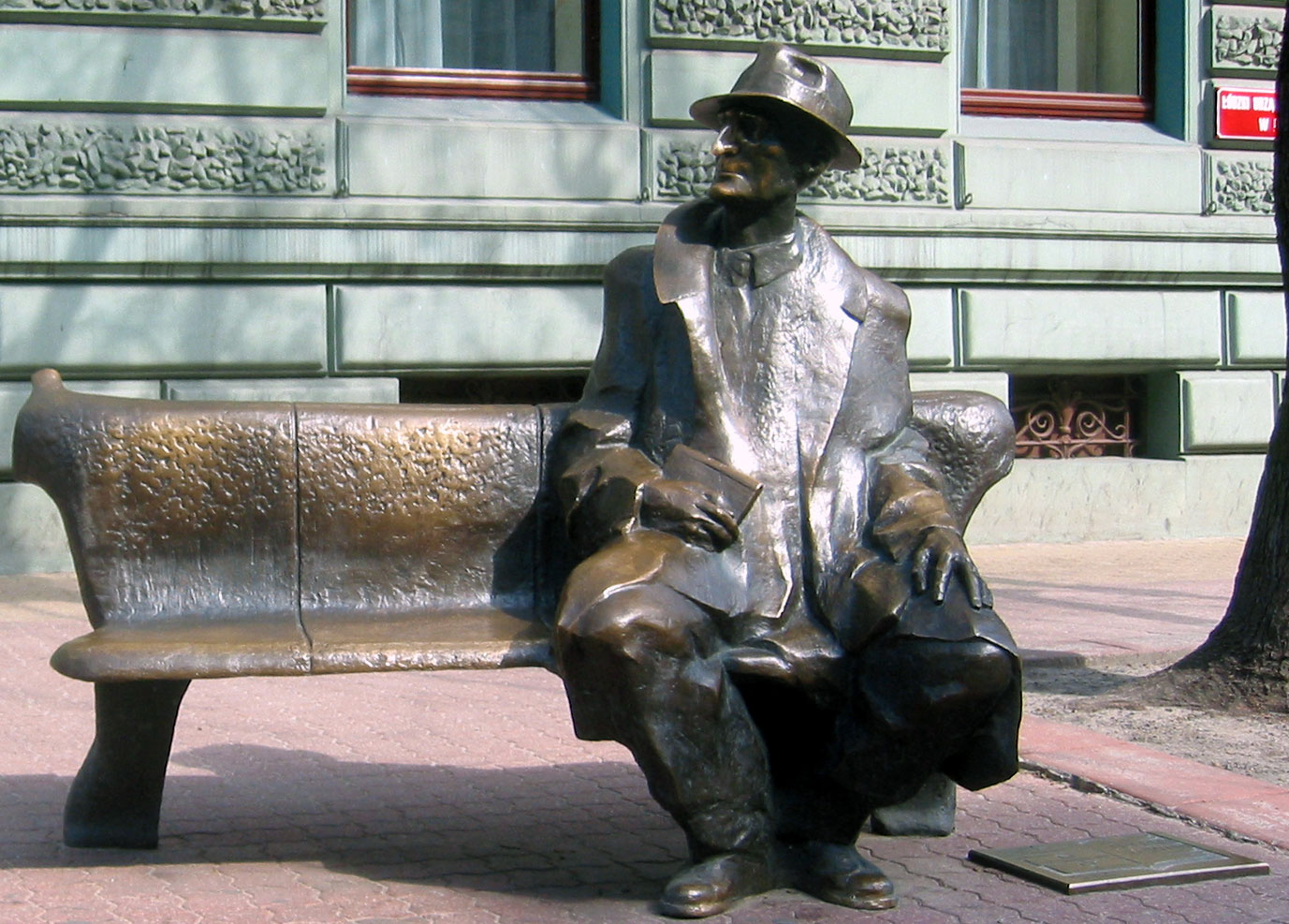
Ławeczka Tuwima (bronzo), 1999, esibizione a Łódź, Polonia
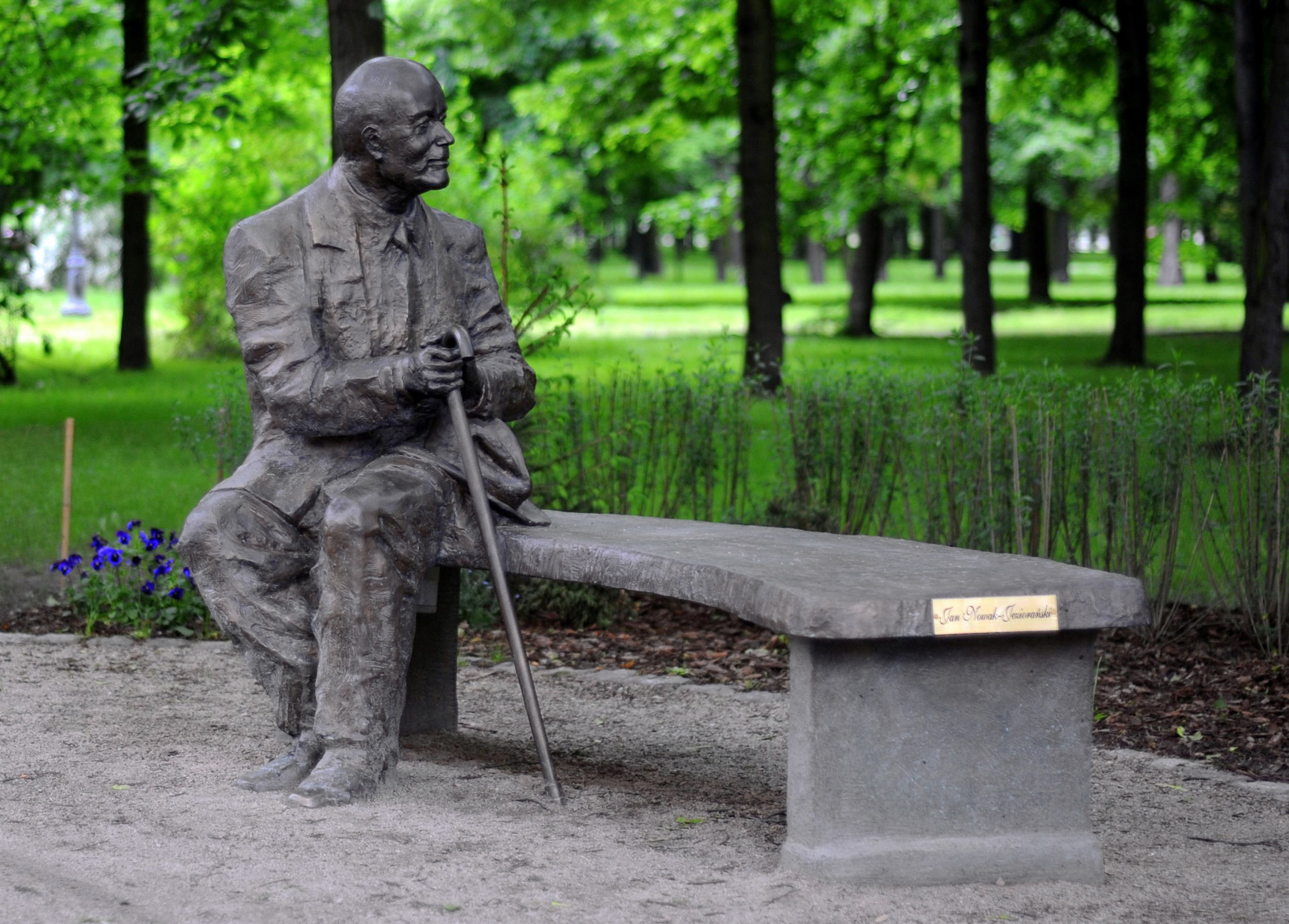
Ławeczka Jana Nowaka Jeziorańskiego (bronze), 2005 esibizione a Varsavia, Polonia
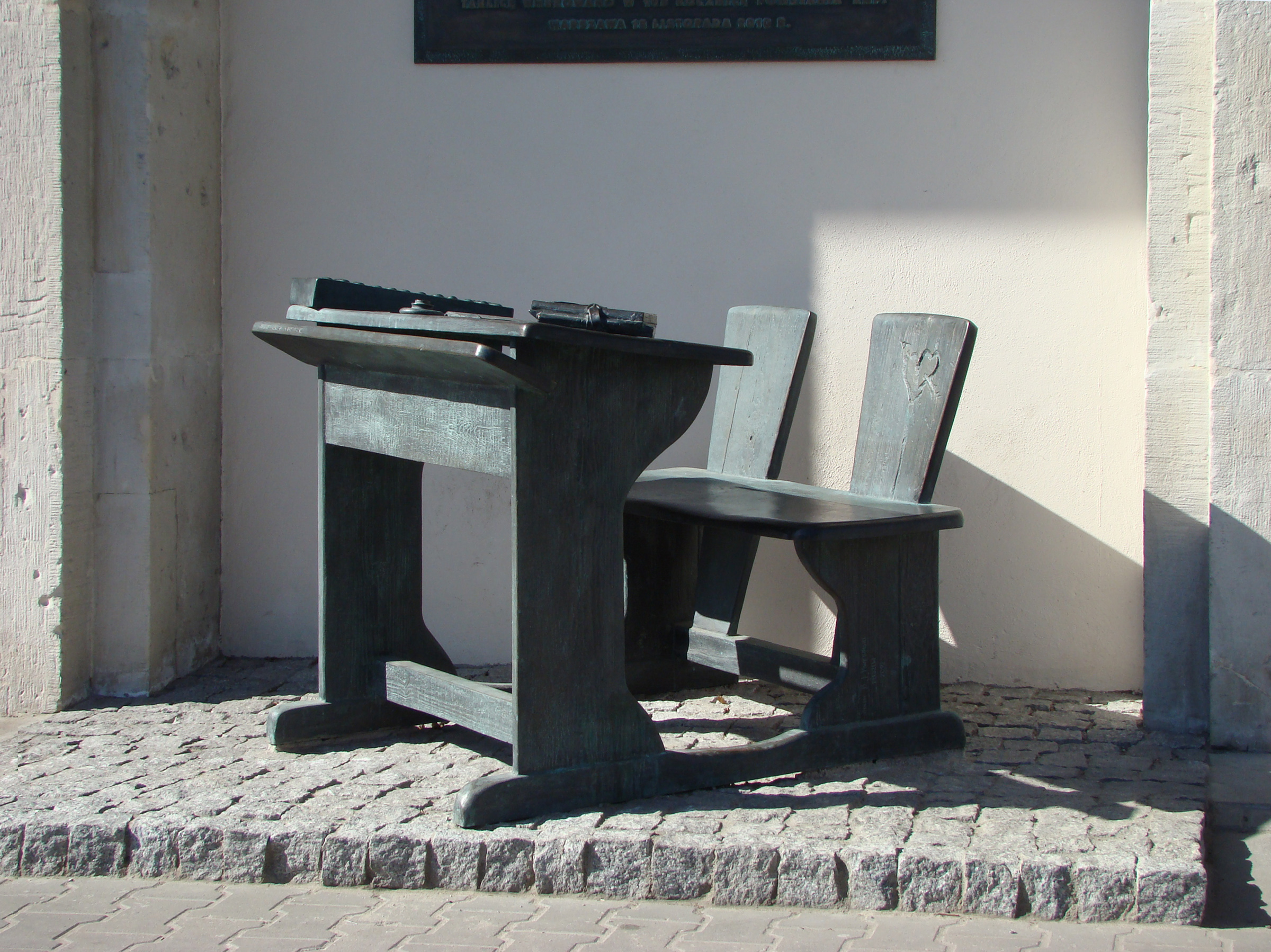
Pomnik Ławki Szkolnej (bronzo), 2010, esibizione a Varsavia, Polonia
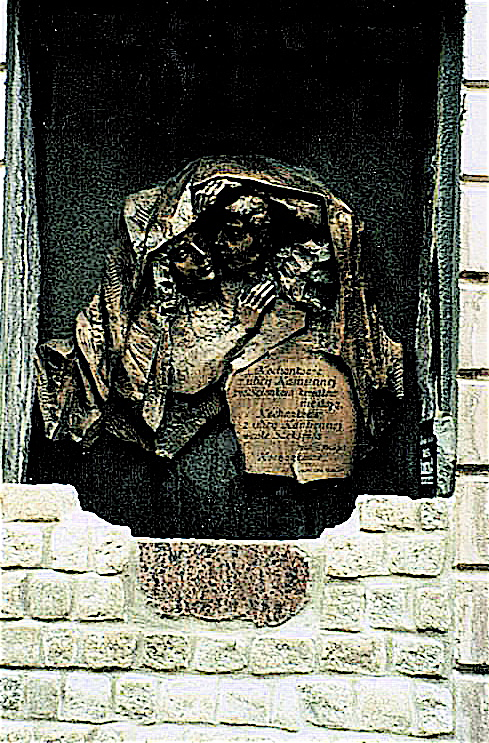
Kochankowie z ulicy Kamiennej (bronzo), 2004 esibizione a Łódź, Polonia.
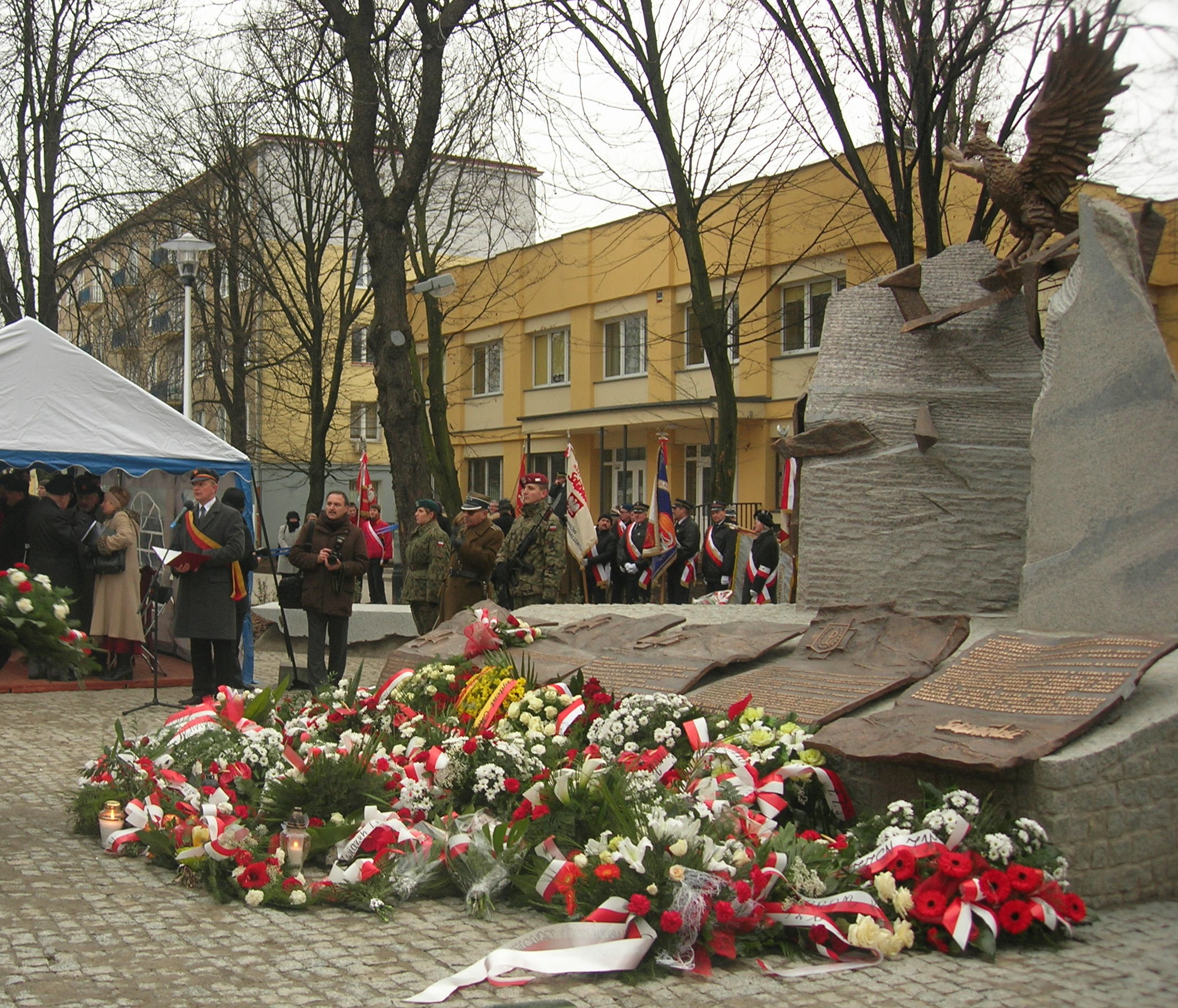
Pomnik Ofiar Komunizmu (bronzo), 2009, esibizione a Łódź, Polonia